# 김용명
김용명 (1978년 10월 2일 ~ ) 은 대한민국의 개그맨 겸 연극배우다.

## 학력
- 광주대학교 신문방송학과

## 출연작

### 영화
- 《1724 기방난동사건》 (2008년) - 술꾼 역
- 《해어화》 (2016년) - 도리구찌 사내 역

### 드라마
- 《특수사건 전담반 TEN 2》 (2013년, OCN) - 반달 역 (특별출연)
- 《비밀의 여자》 (2023년, KBS2) - 말자의 맞선 남 (특별출연)
- 《힙(HIP)하게》 (2023년, JTBC) - 김용명 역
- 《사장님의 식단표》 (2024년, TVING) - 오 원장 역

### 방송
- 엠넷 《뻔뻔개그쇼》
  - 《엄마없는 하늘아래》
  - 《누구야》
- MBC 《발칙한 여자들》
- KBS2 《아버지처럼 살기 싫었어》
- SBS 《열린TV 시청자 세상》
- SBS 《웃찾사 시즌 2》
- SBS 《개그투나잇》
- ONT 《감따라 청산애》
- SBSE! 《도전히어로》
- MBC 《해피타임》
- KBS2 《네트워크 특선》
- KBS2 《폭소클럽》
- SBS 《슈퍼바이킹》
- SBS 《모닝와이드》
- SBS 《도전1000곡》
- SBS 《웃찾사 시즌1》
  - 《누나누나》 - 누나 역
- tvN 《코미디빅리그》
  - 《찌라시》
  - 《용명 왈(曰)》
  - 《여자사람친구》 - 양세찬의 아버지 역
  - 《중고&나라》
  - 《개국공신》 - 박포 역
  - 《CSI》 - 도둑1 역
  - 《B.O.B 패밀리》
  - 《지구대 김순경》 - 순경 역
  - 《공개수배》
  - 《CG 맨》
  - 《해피엔드》
  - 《부모님이 누구니》
  - 《이별 여행사》
  - 《수상한택시》-택시기사
  - 《슈퍼스타 김용명》
- KBS 1TV 6시 내고향 청년회장
- TV CHOSUN 《아내의 맛》
- 2019년 MBC 《같이 펀딩》 - 10회
- 2020년 tvN 《플레이어 2》 - 4회
- 2022년,2023년 MBC 《라디오 스타》 - 790회,842회
- 2023년 SBS 《꼬리에 꼬리를 무는 그날 이야기》- 72회

### 웹예능
- 2022년 유튜브 《노빠꾸 탁재훈》- 15회

### 연극
- 《이기동 체육관》 - 관원 서봉수 역

### CF
- 2019년 미스터픽 첫차 (with 김세정)
- 2020년 광동제약 옥수수수염차 (with 김민아)

## 홍보대사
- 2011년 금산세계인삼엑스포 홍보대사
- 2020년 디지털 역량교육 사업 홍보대사

## 유행어
- 코미디빅리그
  - 이놈이 자식아. 왜 허락없이 간판을 발로 차? 새끼야! (지구대 김순경)
  - 근데 왜 ○○○이 ○○○으로 되어 있을까? (지구대 김순경)
  - 너네 어머니는 뭐하고 계셔? (지구대 김순경)
  - 이것 봐. 내가 ○○○○을 하지 말랬지!!! (해피엔드)
  - 가연이 친구 ~입니다. (석포빌라 B02호)
  - 엄마!! 나 ~하게 XX만 줘! (부모님이 누구니)
  - 셔터 마을버스! (이별여행사)
  - 아저씨 알렉스좀 하세요!! (이별여행사)
  - 홍보대사
  - 2011년 금산세계인삼엑스포 홍보대사
  - 누가 내 얘기 하니!!(깡패PD곽철용)
  - 잠깐만요!!(슈퍼스타 김용명)
  - 사랑을 했다~ 잘.했.다

## 수상
- 2009년 SBS 연예대상 코미디부문 우수상
- 2012년 SBS 연예대상 코미디부문 우수상
- 2012년 제20회 대한민국 문화연예대상 개그 우수상
- 2019년 제27회 대한민국 문화연예대상 예능부문 신인상

## 기타
- 1999년 한식조리기능사 취득